# Halit Akgün
Halit Akgün – turecki zapaśnik walczący w stylu wolnym. Zajął dziesiąte miejsce na mistrzostwach świata w 1983. Złoty medalista igrzysk śródziemnomorskich w 1983. Wicemistrz Europy juniorów w 1980 roku.